# Distrito de Oropesa (Quispicanchi)
El distrito de Oropesa es uno de los doce que conforman la provincia de Quispicanchi, ubicada en el departamento de Cuzco en el sur del Perú.
Limita por el norte con la provincia de Paucartambo, por el este con el distrito de Urcos, por el sur con el distrito de Huaro y la provincia de Acomayo y por el oeste con el distrito de Lucre.
La provincia de Quispicanchi, desde el punto de vista jerárquico de la Iglesia católica, pertenece a la Arquidiócesis del Cusco.

## Historia
El distrito fue creado mediante Decreto del 21 de junio de 1825, dado por el Libertador Simón Bolívar.

## Geografía
Su capital, el pueblo de Oropesa, se ubica a 3110 m s. n. m.

## Autoridades

### Municipales
- Alcalde: Luis Alberto Bellota Esquivel (2023-2026)
- Regidores: Felix Miranda Arredondo, Olinda Quispe Ccuro, Vicente Sanchez Mojonero, Ademir Justino Santa Cruz Quispe, Edwin Astete Ccorihuaman.
- Alcalde: Timoteo Quispe Huaman. Gestión 2019 - 2022
- Alcalde: Pio Alfredo Jurado Huarsaya

- Edgar astete diaz; richart gomez; sabino huayhua c; soledad baca ugarte; armando catunta
- 2011 - 2014[2]
  - Alcalde: Guillermo Ojeda Herrera
  - Regidores: Víctor Raúl Zapata Condori (GAN), Lucas Baca Ríos (GAN), Juan De La Cruz Yupanqui Aguilar (GAN), Felicitas Vila Quispe (GAN), Timoteo Quispe Huamán (Pachakuteq).
- 2007 - 2010
  - Alcalde: Mario Samanez Yáñez.

### Religiosas
- Párroco de Santísimo Salvador: Pbro. Juan de Dios Quispe Taracaya.

## Festividades
- Tanta raymi.
- Mamacha Asunta
- Festival del Pan.
- Virgen Estrella.
- Corpus Christi

## Azul Wasi
Un homenaje para niños de las calles está situado 10 minutos cerca de Oropesa, en la parte llamado Chinicara.